# Andrea Kalousová
Andrea Kalousová (* 6. září 1996 Jaroměř) je česká modelka a držitelka titulu krásy, která byla korunována Českou Miss World 2015.

## Životopis
V roce 2015 se účastnila České Miss a získala titul Česká Miss World 2015 (vítězkou se stala Nikol Švantnerová). Českou republiku také reprezentovala na celosvětovém finále Miss World v Číně. O rok později maturovala na Střední škole zdravotnické a sociální v Ústí nad Orlicí.  Poté studovala na Vysoké škole ekonomie a managementu v Praze.
Jejím přítelem byl internetový influencer a moderátor Kamil Bartošek, známý jako Kazma Kazmitch, se kterým se v roce 2021 rozhodla rozejít. Byla účastnicí sedmé řady televizního pořadu Tvoje tvář má známý hlas.
V roce 2019 představila vlastní značku oblečení a doplňků s názvem Chybí mi kočky. Z prodejů v internetovém obchodu věnuje část výdělků na útulek pro kočky Azyl Gaia.[zdroj?]